# Pupendo
Pupendo je český film režiséra Jana Hřebejka z roku 2003 natočený na motivy knih Petra Šabacha, zejména knihy Opilé banány. Film ukazuje život v Československu v době komunistického režimu 80. let 20. století. Na výrobě se podíleli Ondřej Trojan, společnost Total HelpArt T.H.A., Česká televize a Annonce za podpory Státního fondu ČR pro podporu a rozvoj české kinematografie. 
Film obdržel dva České lvy za nejlepší vedlejší ženský herecký výkon a za divácky nejúspěšnější český film.

## Děj
Bedřich Mára (Boleslav Polívka) je vynikající, ale komunistickému režimu nepodléhající, a proto zneuznaný sochař. Živí se různými způsoby, a přestože se nechal přemluvit, aby pro režim vytvořil sochu, zůstává na režimu nezávislý. Jiní lidé (např. manželé Břečkovi – Jaroslav Dušek a Vilma Cibulková) si žijí lépe, ale v neustálém strachu.

## Obsazení
| Boleslav Polívka | Bedřich Mára      |
| Eva Holubová     | Alena Márová      |
| Jiří Pecha       | Alois Fábera      |
| Jaroslav Dušek   | Míla Břečka       |
| Vilma Cibulková  | Magda Břečková    |
| Lukáš Baborský   | Matěj Mára        |
| Vojtěch Svoboda  | Bobeš Mára        |
| Nikola Pešková   | Pavla Břečková    |
| Matěj Nechvátal  | Honza Břečka      |
| Jan Drozda       | Jirka Ptáčník     |
| Pavel Liška      | Vláďa Ptáčník     |
| Bohumil Klepl    | Motyčka           |
| Boris Hybner     | Krauze            |
| Zuzana Kronerová | úřednice Gabalová |
| Zuzana Michnová  | Vlastička         |
| Soňa Červená     | Frau König        |
| Matěj Ruppert    | závozník          |
| Hana Seidlová    | učitelka          |